# جبل بن قماطة

تعديل مصدري - تعديل

جبل بن قماطه هي إحدى قرى عزلة القارة بمديرية رصد التابعة لمحافظة أبين، بلغ تعداد سكانها 49 نسمة حسب تعداد اليمن لعام 2004.